# IC 2192
IC 2192 је галаксија у сазвјежђу Близанци која се налази на листи објеката дубоког неба у Индекс каталогу.
Деклинација објекта је + 31° 33' 12" а ректасцензија 7h 33m 19,8s. Привидна величина (магнитуда) објекта IC 2192 износи 15,0 а фотографска магнитуда 16,0.